# Prionostemma mentiens
Prionostemma mentiens is een hooiwagen uit de familie Sclerosomatidae.